# Hieromonjo

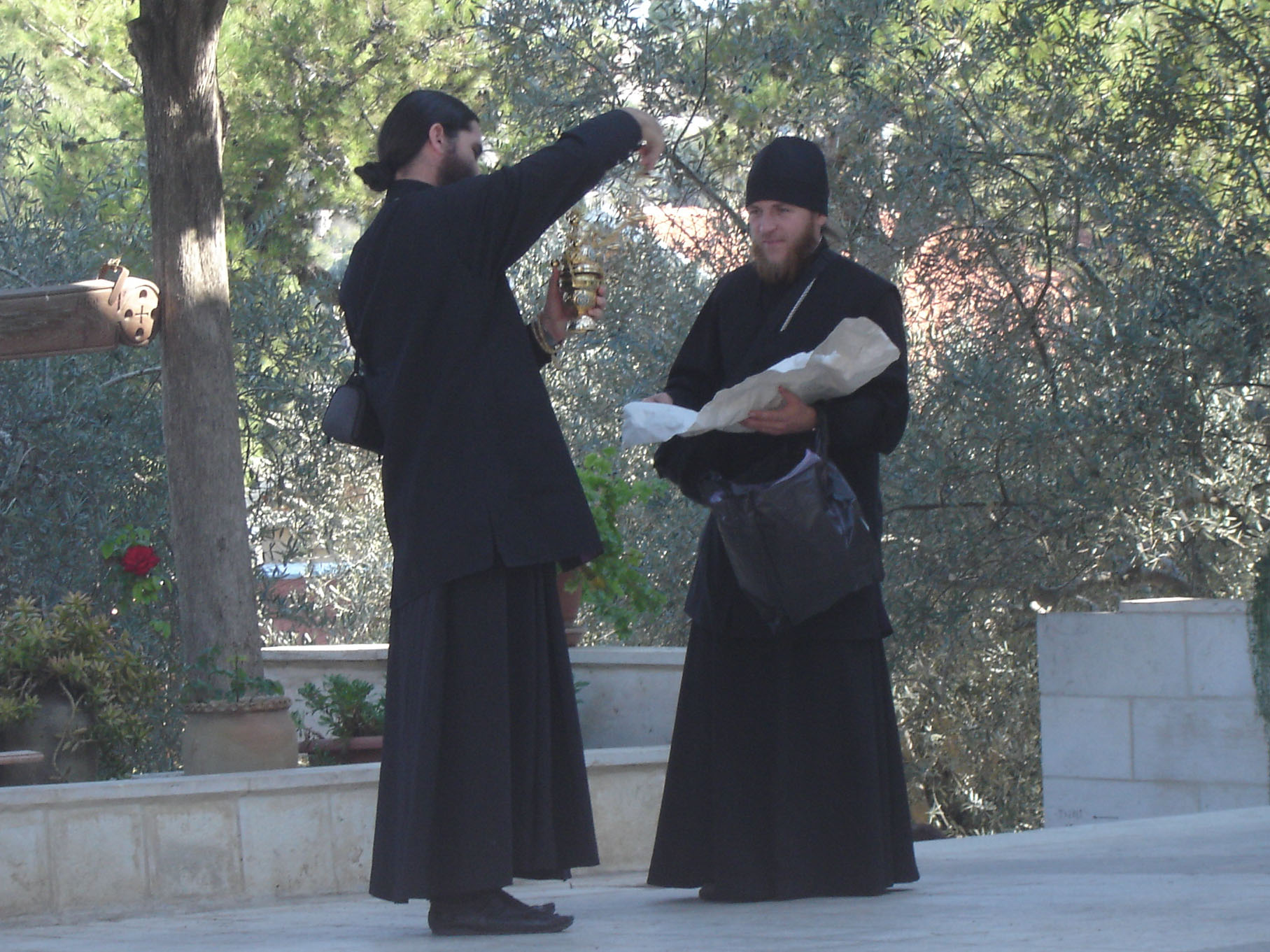
Dos clergues ortodoxos russos a prop d'Ein Kerem. Tots dos vesteixen podriàsnik i sotana. El hieromonjo, a la dreta, porta una skufià i una creu pectoral.

Un hieromonjo (en grec: Ἱερομόναχος, Ieromónakhos, monjo consagrat; eslau eclesiàstic: Ieromónakh, romanès: Ieromonah) és un monjo que és també sacerdot al cristianisme ortodox oriental i al catolicisme oriental.
El terme es tradueix literalment com a "sagrat-monjo". D'acord amb l'ús general i arcaic del grec medieval més antic, s'usa adjectiu "sagrat",  Ηερο , per descriure les coses monàstiques. Sol confondre's amb el càrrec paral·lel de hierodiaca.
Un hieromonjo pot ser tant un monjo que ha estat ordenat sacerdot, o un sacerdot que ha rebut tonsura monàstica. El primer cas és el més comú, ja que compleix els requisits per a l'ordenació sacerdotal ortodoxa, o bé estar casat o bé ser monjo.
En la jerarquia eclesiàstica, un hieromonjo és de major dignitat que un hierodiaca, de la mateixa manera que un sacerdot secular (és a dir, casat) és de més alta dignitat que un diaca. En el marc de les seves pròpies files, se'ls assigna als hieromonjos un ordre de precedència, segons la data de la seva ordenació. Per damunt del hieromonjo es troba el hegumen i per sobre d'aquest l'arximandrita.
En alguns països, els clergues casats reben el nom de "clergat blanc", mentre el clergat monacal es diuen "clergat negre", perquè els monjos sempre han de portar roba de negre, però el clergat casat ortodox sol vestir casaques blanques o grises.
El títol oficial per referir-se a un hieromonjo és "el reverend hieromonjo (nom)". La forma d'adreçar-se a ells és, "hieromonjo (nom),"Pare hieromonjo (nom ","Pare (nom)", o, de manera informal,"Pare", tal com s'esdevé amb els sacerdots catòlics.